# Groß Stieten
Groß Stieten es un municipio situado en el distrito de Mecklemburgo Noroccidental, en el estado federado de Mecklemburgo-Pomerania Occidental (Alemania), a una altura de 42 metros. 
Su población a finales de 2016 era de 603 habs. y su densidad poblacional, 93 hab/km².